# Indumentaria tradicional de Andalucía
La indumentaria tradicional andaluza, identificada con el traje típico andaluz, forma parte de la popular estética de Andalucía a lo largo de su historia.

## Tipos

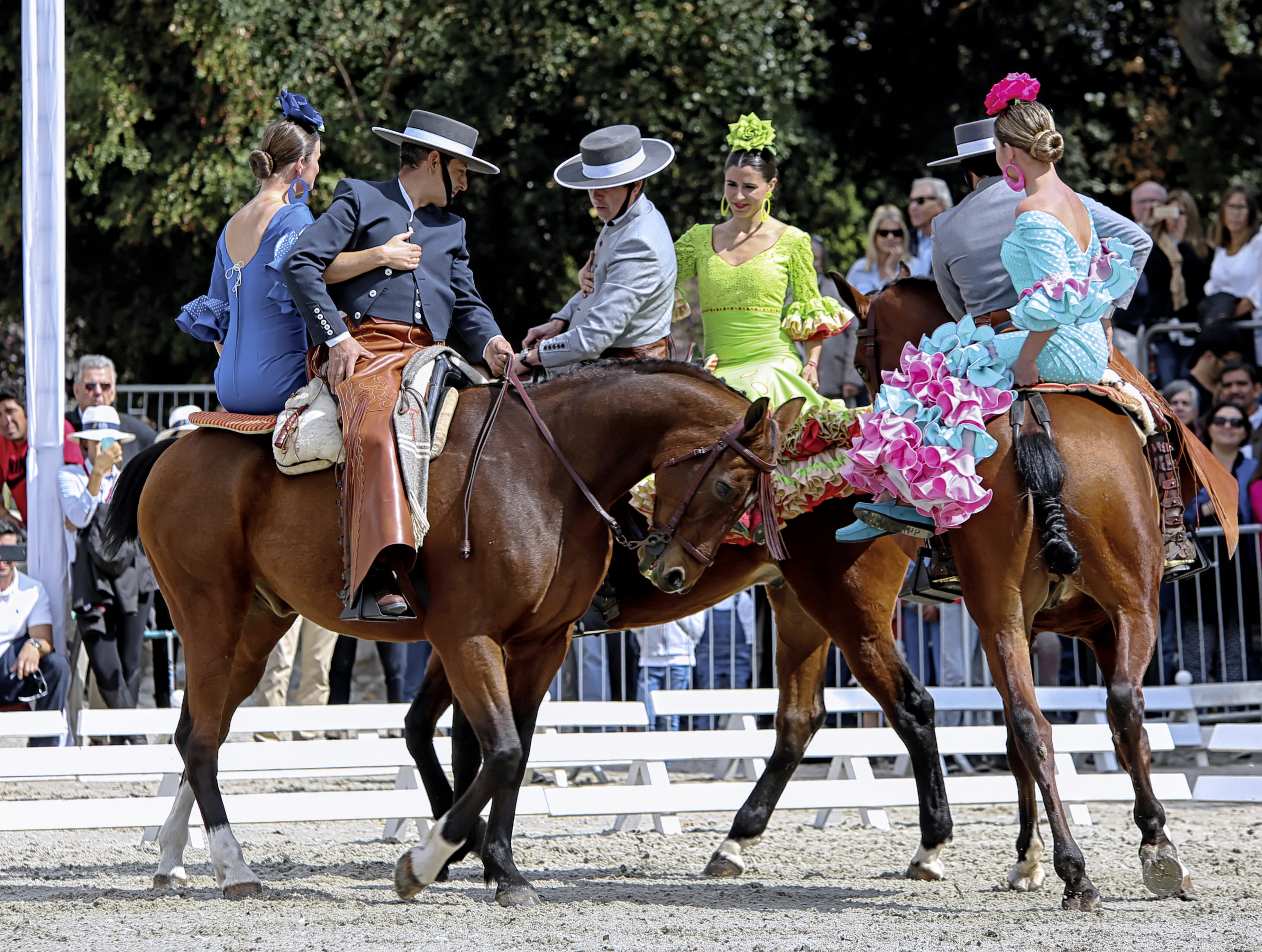
Jinetes sobre caballos andaluces en una exhibición de doma vaquera.

- Traje de flamenca (para mujer) y "traje corto flamenco" para hombre.
- El "traje corto" o de faena, es un traje de campo pensado para trabajar a caballo con el ganado bravo. Se conserva en los "tentaderos de machos", romerías, ferias y demás eventos. Se complementa con sombrero de "ala ancha" o gorrilla campera, camisa blanca, pantalón de vueltas blancas, chaquetilla corta (normalmente en tonalidades grises o azul marino), botos altos vaqueros, con o sin espuelas vaqueras (las típicas eran hechas a mano en la fragua); y por último, los zahones (que eran utilizados en los días de lluvia, junto con el capote de agua, para poder aguantar el temporal lo mejor posible).[cita requerida][a]
- Diversos tipos de tocados y sombreros como el pavero, el cordobés, el calañés o el catite.

## Tradicionalismo

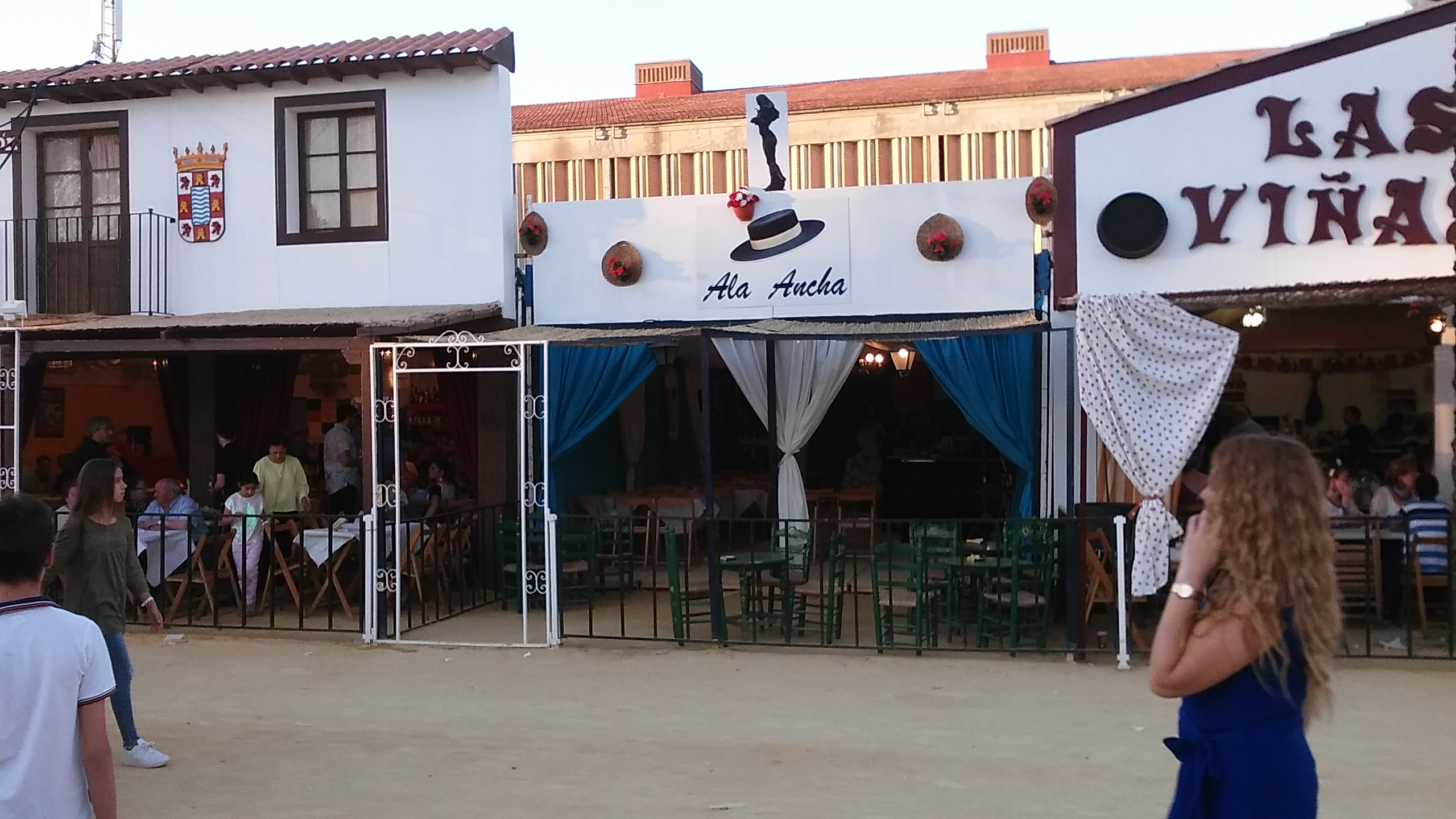
Caseta de feria de la Asociación

Existen diversas asociaciones que hacen una defensa de la tradición, como la "Asociación Sombrero de Ala Ancha Jerezano", que defiende el uso de este sombrero. Anualmente entrega el premio ‘Sombrero de oro de ala ancha’